# Tommaso Dati
Pour les articles homonymes, voir Dati.
Tommaso Dati, né le 13 juillet 2002, est un coureur cycliste italien.

## Biographie
En septembre 2020, Tommaso Dati remporte une course italienne chez les juniors. Il évolue ensuite sous les couleurs des clubs Maltinti Lampadari et Mastromarco entre 2021 et 2023. Durant cette période, il se distingue principalement chez les amateurs en obtenant une victoire et diverses places d'honneur. Il est alors entraîné par l'ancien cycliste professionnel Gabriele Balducci,. 
En 2024, il décide de rejoindre l'équipe continentale Biesse-Carrera. Avec cette formation, il s'impose sur le Grand Prix Industrie del Marmo. Il s'agit de son premier succès acquis sur une compétition inscrite au calendrier de l'UCI. La même année, il termine troisième de l'épreuve Florence-Empoli. On le retrouve aussi dans une échappée sur la première étape du Tour des Abruzzes. 

## Palmarès et résultats

### Par année
- 2018
  - Piccola Amstel Gold Race
- 2019
  - Coppa Giulio Burci
- 2020
  - I Tesori Unesco di Puglia
- 2023
  - Champion de Toscane espoirs
  - Trofeo Comune di Capraia
  - 3e du Mémorial Maurizio Bresci
- 2024
  - Grand Prix Industrie del Marmo
  - 3e de Florence-Empoli
- 2025
  - Mémorial Daniele Tortoli
  - Mémorial Maurizio Bresci
  - Florence-Viareggio
  - 2e de la Coppa Caduti di Reda
  - 2e du Gran Premio General Store
  - 2e du Trophée de la ville de Castelfidardo
  - 2e du Giro delle Due Province

### Classements mondiaux
| Année           | 2022   |
| --------------- | ------ |
| UCI Europe Tour | 1 436e |